# Okres Most

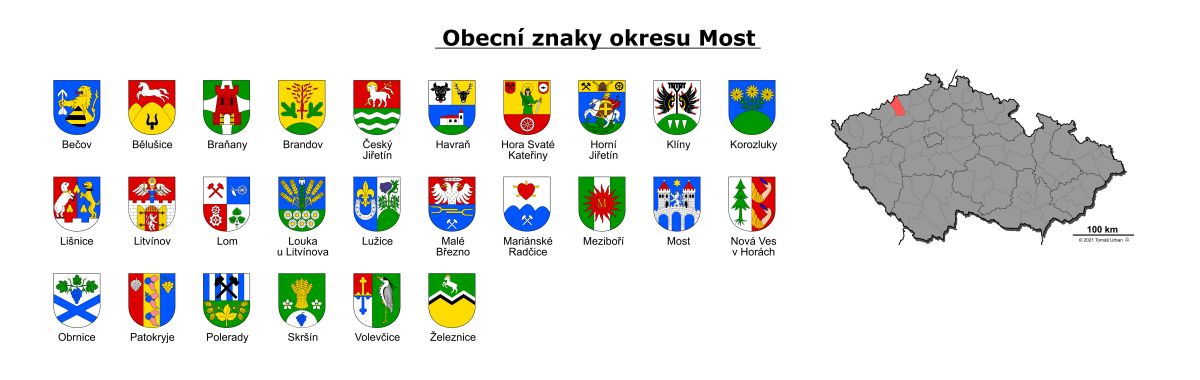
Přehled obecních znaků okresu Most

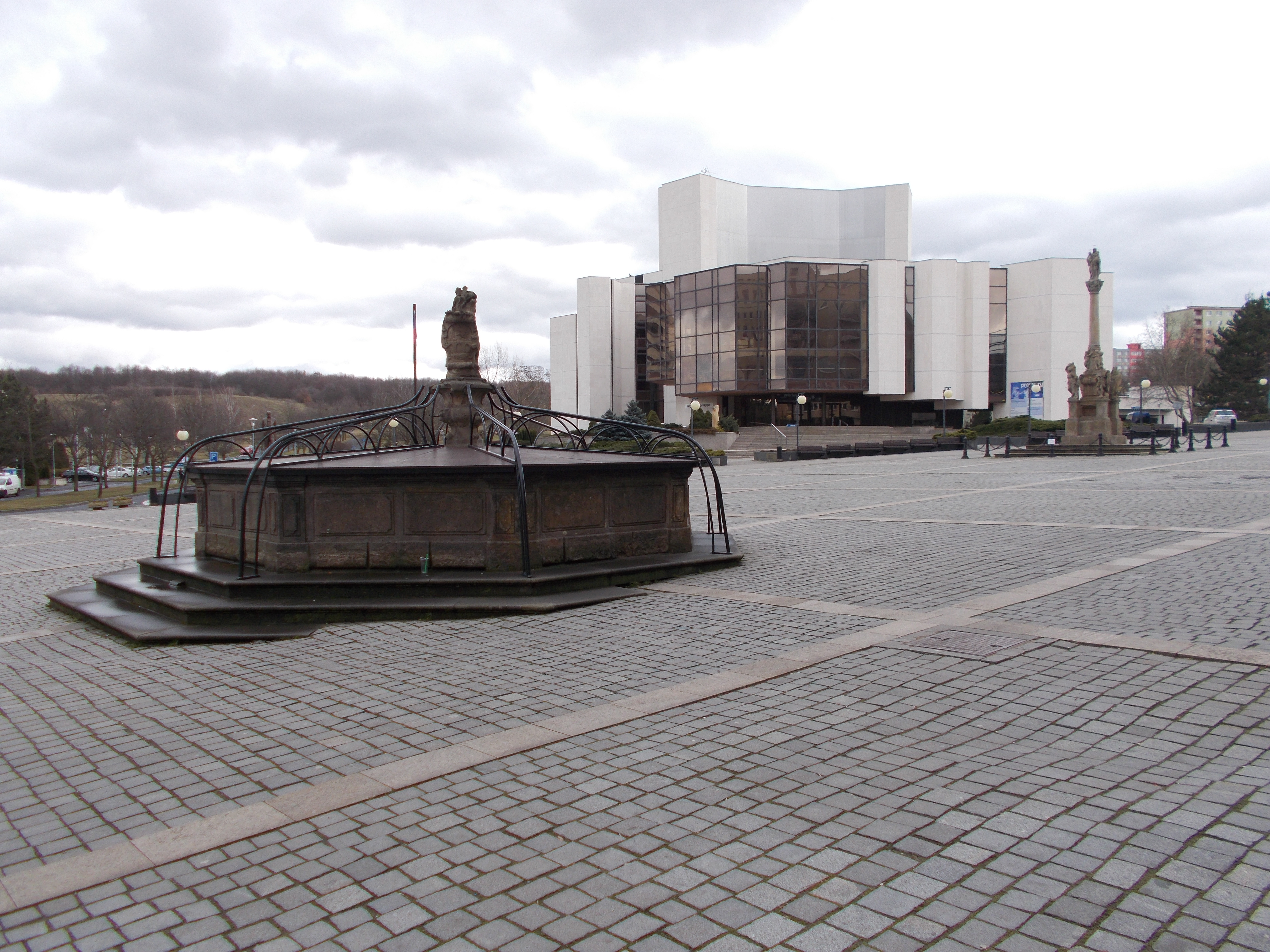
Centrum okresního města

Okres Most je okresem v Ústeckém kraji. Jeho dřívějším sídlem bylo město Most.
Sousedí s ústeckými okresy Chomutov, Louny a Teplice. Jeho severozápadní hranice je státní hranicí s Německem.

## Struktura povrchu
K 31. prosinci 2016 měl okres celkovou plochu 467,1 km², z toho:
- 28,6 % zemědělských pozemků, kterou z 69,4 % tvoří orná půda
- 71,4 % ostatní pozemky, z toho 48,3 % lesy

Nejvyšším bodem okresu je Loučná (956 m) v Krušných horách.

## Demografické údaje

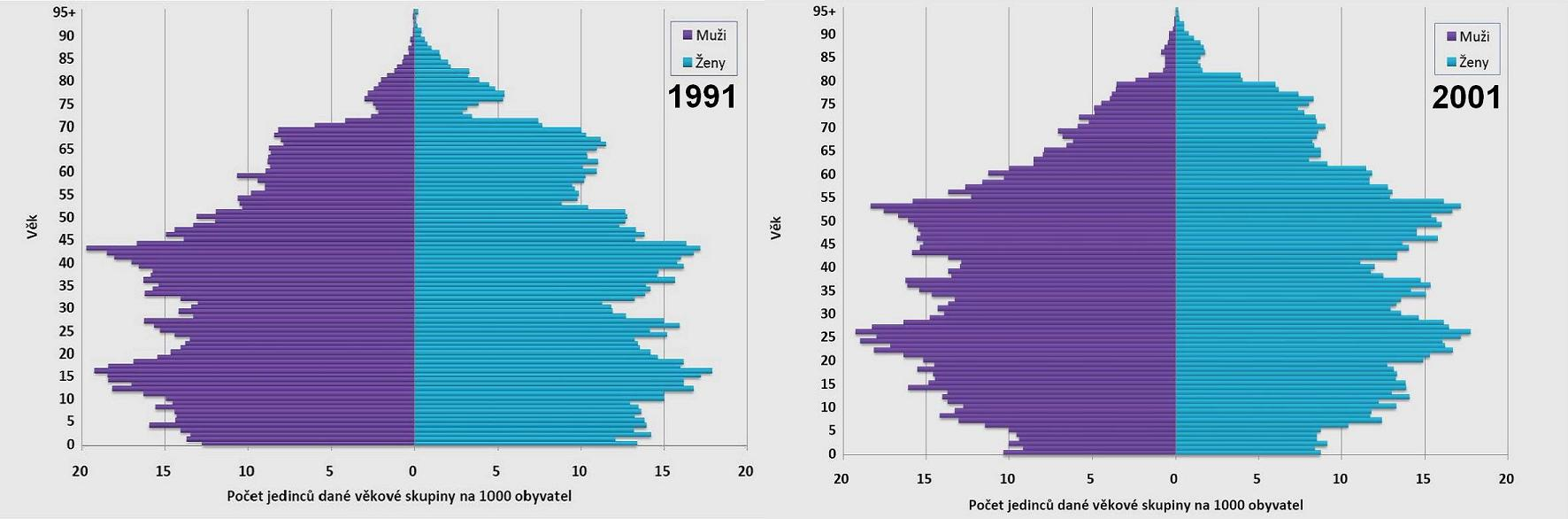
Věková struktura obyvatelstva ze sčítání lidu v letech 1991 a 2001

Data k 31. prosinci 2016:
| Popis          | Celkem  | Ženy           | Muži           |
| -------------- | ------- | -------------- | -------------- |
| počet obyvatel | 112 881 | 56 733 50,26 % | 56 148 49,74 % |
| průměrný věk   | 41,7    | 43,0           | 40,3           |

- podíl cizinců: 4,6
- hustota zalidnění: 241,7 ob./km²
- 90,6 % obyvatel žije ve městech.

### Zaměstnanost
(2016)
| Nezaměstnaných       | 7 697   |
| Míra nezaměstnanosti | 10,08 % |

(2003)
| Počet obyvatel se stálým zaměstnáním | 32 886    |
| Průměrný plat                        | 16 616 Kč |
| Nezaměstnaných                       | 14 938    |
| Míra nezaměstnanosti                 | 23,51 %   |

### Školství
(2003)
| Druh školy                     | Počet škol |
| ------------------------------ | ---------- |
| Mateřské školy                 | 20         |
| Základní školy                 | 29         |
| Gymnázia                       | 2          |
| Střední školy průmyslové školy | 12         |
| Střední odborná učiliště       | 7          |
| Vyšší odborné školy            | 2          |

### Zdravotnictví
(2016)
| Lékaři                             | 377 |
| Nemocnice                          | 3   |
| Specializovaná léčebná zařízení    | 1   |
| Praktičtí lékaři pro dospělé       | 41  |
| Praktičtí lékaři pro děti a dorost | 25  |
| Zubní lékaři                       | 57  |
| Lékárny                            | 20  |

Zdroj Český statistický úřad

## Silniční doprava
Okresem prochází silnice I. třídy I/13, I/15, I/27 a I/28.
Silnice II. třídy jsou II/249, II/251, II/254, II/255, II/256 a II/271

## Železniční doprava
Okresem prochází železniční tratě : Ústí nad Labem – Chomutov, Čížkovice–Obrnice, Most – Louny – Rakovník, Oldřichov u Duchcova – Litvínov – Jirkov – Chomutov, Žatec–Obrnice, Moldavská horská dráha. 

## Seznam obcí a jejich částí

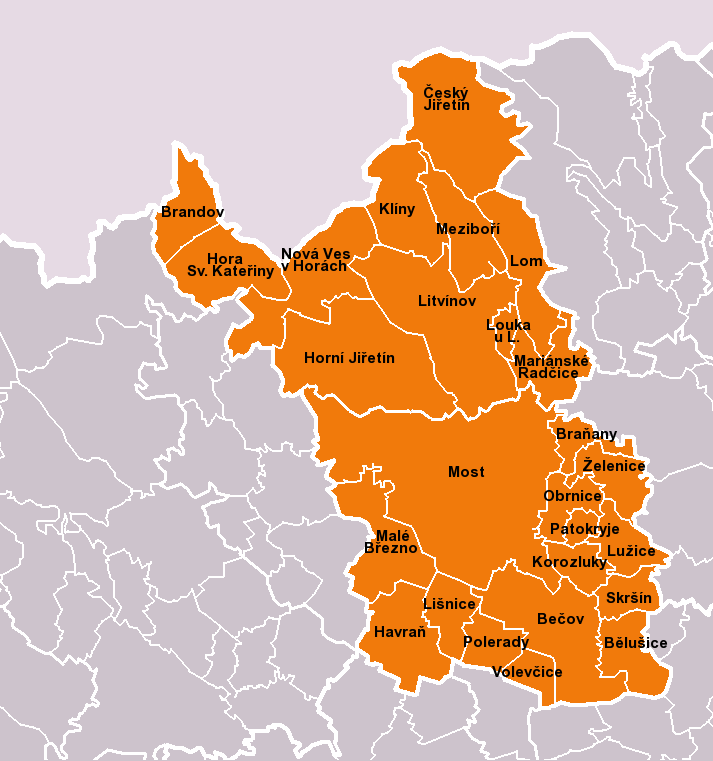
Obce okresu Most

Města jsou uvedena tučně, městyse kurzívou, části obcí malince.
Bečov (Milá • Zaječice) •
Bělušice (Bedřichův Světec • Odolice) •
Braňany (Kaňkov) •
Brandov •
Český Jiřetín (Fláje) •
Havraň (Moravěves • Saběnice) •
Hora Svaté Kateřiny (Malý Háj • Rudolice v Horách) •
Horní Jiřetín (Černice • Dolní Jiřetín • Jezeří • Mariánské Údolí) •
Klíny (Rašov • Sedlo) •
Korozluky (Sedlec) •
Lišnice (Koporeč • Nemilkov) •
Litvínov (Dolní Litvínov • Hamr • Horní Litvínov • Horní Ves • Chudeřín • Janov • Křížatky • Lounice • Písečná • Růžodol • Šumná • Záluží) •
Lom (Loučná) •
Louka u Litvínova •
Lužice (Svinčice) •
Malé Březno (Vysoké Březno) •
Mariánské Radčice (Libkovice) •
Meziboří •
Most (Čepirohy • Komořany • Most • Rudolice • Souš • Starý Most • Velebudice • Vtelno) •
Nová Ves v Horách (Lesná • Mikulovice • Mníšek) •
Obrnice (České Zlatníky • Chanov) •
Patokryje •
Polerady •
Skršín (Dobrčice • Chrámce) •
Volevčice •
Želenice (Liběšice)

## Seznam správních obvodů obcí s rozšířenou působností
Okres se skládá ze dvou správních obvodů obcí s rozšířenou působností, které jsou shodné se správními obvody obcí s pověřeným úřadem:
- Most
- Litvínov

## Řeky
- Bílina
- Srpina